# Scelolophia purpuria
Scelolophia purpuria là một loài bướm đêm trong họ Geometridae.